# Mando Guerrero
Armando Guerrero (9 de junio de 1950), más conocido como  Mando Guerrero, es un luchador profesional mexicano estadounidense. También fue el entrenador de Gorgeous Ladies of Wrestling, una promoción de lucha libre femenina .

## Carrera
Guerrero comenzó su carrera como acróbata de Hollywood en 1977. Gene LeBell sugirió que Guerrero trabaje como especialista luego de conocerlo en el hermano Mike  Mike 's promoción de lucha. Después de pasar tres años como película extra, Guerrero comenzó a trabajar en acrobacias. Sus créditos incluyen  Miracles  (1986),  Red Surf  (1990),  Eve of Destruction  (1991),  Falling Down  (1993),  Steal Big Steal Little  (1995),  My Giant  (1998),  Critical Mass  (2000),  Picking Up the Pieces  (2000),  Sumerged  (2000), y  The Shrink Is In  (2001). name = slam /> Guerrero también fue contratado como coordinador de dobles y coreógrafo para escenas de lucha en películas.

## Vida personal
Antes de ingresar al mundo de la lucha profesional y el trabajo de acrobacias, Guerrero trabajó en la construcción y ventas al por menor. Asistió a la Universidad de Texas El Paso durante dos años, donde tomó clases de teatro. También asistió a Rancho Santiago College y Orange Coast College, donde tomó clases de producción de TV. Mando Guerrero es el segundo hijo mayor de Gory Guerrero y el hermano de Chavo Guerrero, Sr., Héctor Guerrero y Eddie Guerrero. Su sobrino, Chavo Guerrero, Jr. , también lucha. Mando Guerrero estaba casado. Mando Guerrero tiene un hijo, Eduardo Guerrero, llamado así por el hermano de Mando, Eddie Guerrero. Eduardo Guerrero actualmente lucha en México.

## En lucha
- Movimientos
  - German suplex[1]
- Movimientos de la firma
  - Back body drop
  - Dropkick[4]
  - German suplex
  - Gorilla press slam
  - Gory Special[1] – adoptado de su padre Gory Guerrero
  - Moonsault[1] – Innovado
  - Neckbreaker slam

## Campeonatos y logros
- 50th State Big Time Wrestling
  - NWA Hawaii Heavyweight Championship (2 veces)[1]
  - NWA Hawaii Tag Team Championship (1 vez) – con Samoa[1]
- All-California Championship Wrestling
  - ACCW Tag Team Championship (1 vez) - con Peter Maivia, Jr.[1][5]
- International Wrestling Federation
  - IWF Heavyweight Championship (1 vez)[1][5]
- NWA Hollywood Wrestling
  - NWA Americas Heavyweight Championship (2 veces)[1]
  - NWA Americas Tag Team Championship (7 veces)[3] – con Tom Jones (2), Hector Guerrero (3), Carlos Mata (1) y Al Madril (1)[1]
  - NWA "Beat the Champ" Television Championship (1 time)[1]
  - Los Angeles Battle Royal (1982)[6]
- Pro Wrestling Illustrated
- Southwest Championship Wrestling
  - SCW Television Championship (1 vez)
- UWC
  - UWC Tag Team Championship (1 vez) – con Hector Guerrero[1]
- Western States Alliance
  - WSA Western States Championship (1 vez) - con Hector Guerrero[5]
- World Wrestling Association
  - WWA World Trios Championship (1 vez) – con Eddie Guerrero y Chavo Guerrero, Sr.[1]